# هیوندای استاریا
هیوندای استاریا یک مینی‌ون ۵ در است که توسط هیوندای موتور از سال ۲۰۲۱ تولید می‌شود. این خودرو به عنوان جانشین هیوندای استارکس معرفی شد.

## بررسی

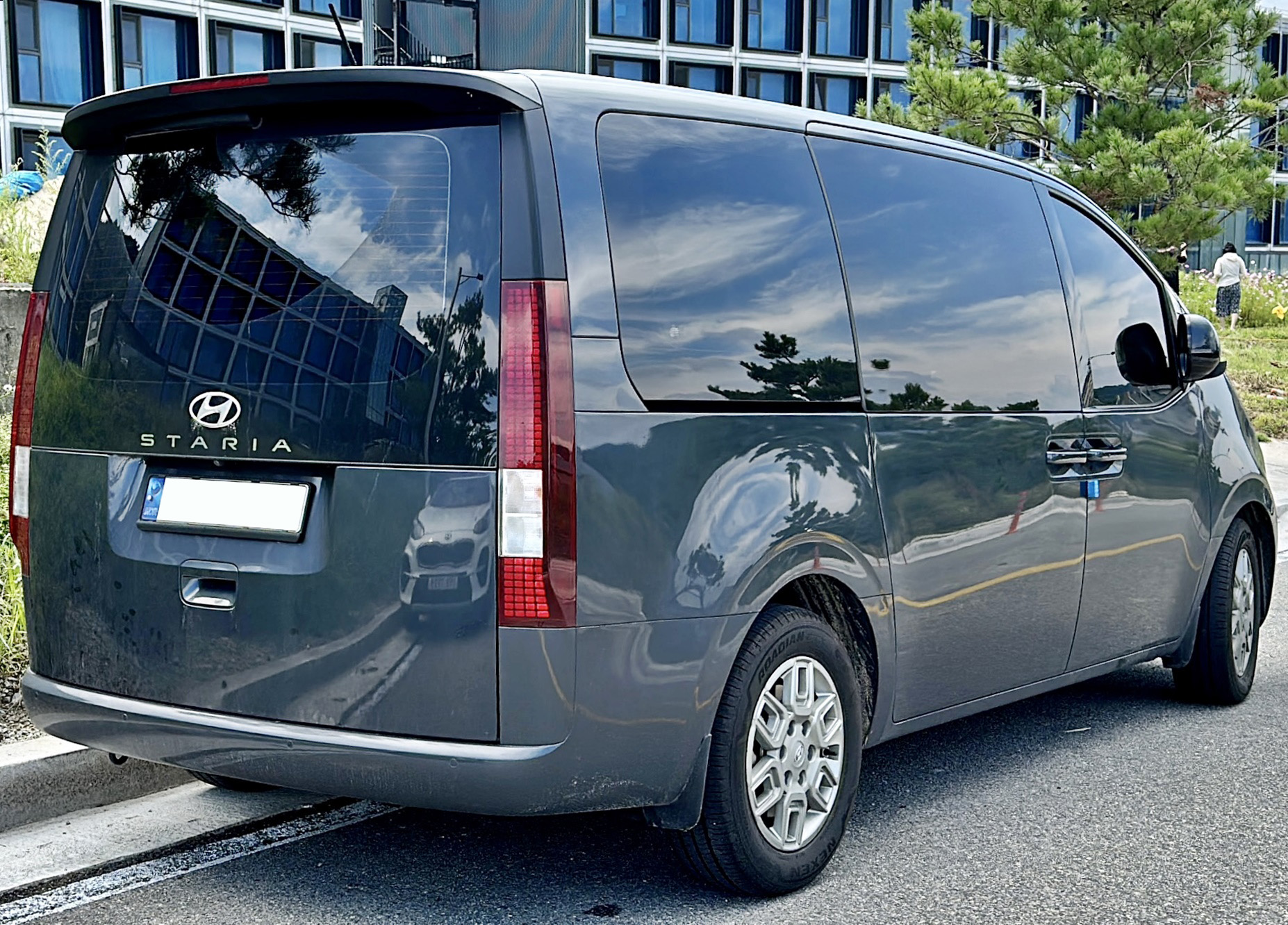
نمای عقب

تصاویر داخلی و خارجی استاریا در ۱۸ مارس ۲۰۲۱ منتشر شد.استاریا در دو نسخه از یک مدل استاندارد و یک نسخه گران‌قیمت عرضه می‌شود.

### مدل پایه
در مدل استاندارد دارای چراغ جلوی‌های افقی و چراغ‌های جلو افقی در روز و جلوپنجره شوفاژی است که با بدنه خودرو هم رنگ است. این تیپ دارای پنجره پانورامای بزرگ است. در داخل، یک صفحه نمایش ۱۰٫۲۵ اینچی جلو و کنترل‌کننده سیستم HVAC و LCD رنگی در بالای داشبورد قرار گرفته‌است.

### مدل فول
نسخه گران‌قیمت یا فول این خودرو در دو مدل ۷ صندلی و ۹ صندلی عرضه می‌شود. قسمت جلویی دارای مشبک رادیاتور با طرح مشبک، چراغهای جلو و چراغهای راهنمای LED کامل است. از دیگر ویژگی‌های طراحی این خودرو می‌توان به رینگ‌های آلیاژی ۱۸ اینچی، تزئین سپر جلو و عقب و آینه‌های جانبی اشاره کرد. قسمت عقب مجهز به چراغ ترکیبی LED عقب است. فضای داخلی دارای نور محیطی رنگی است.

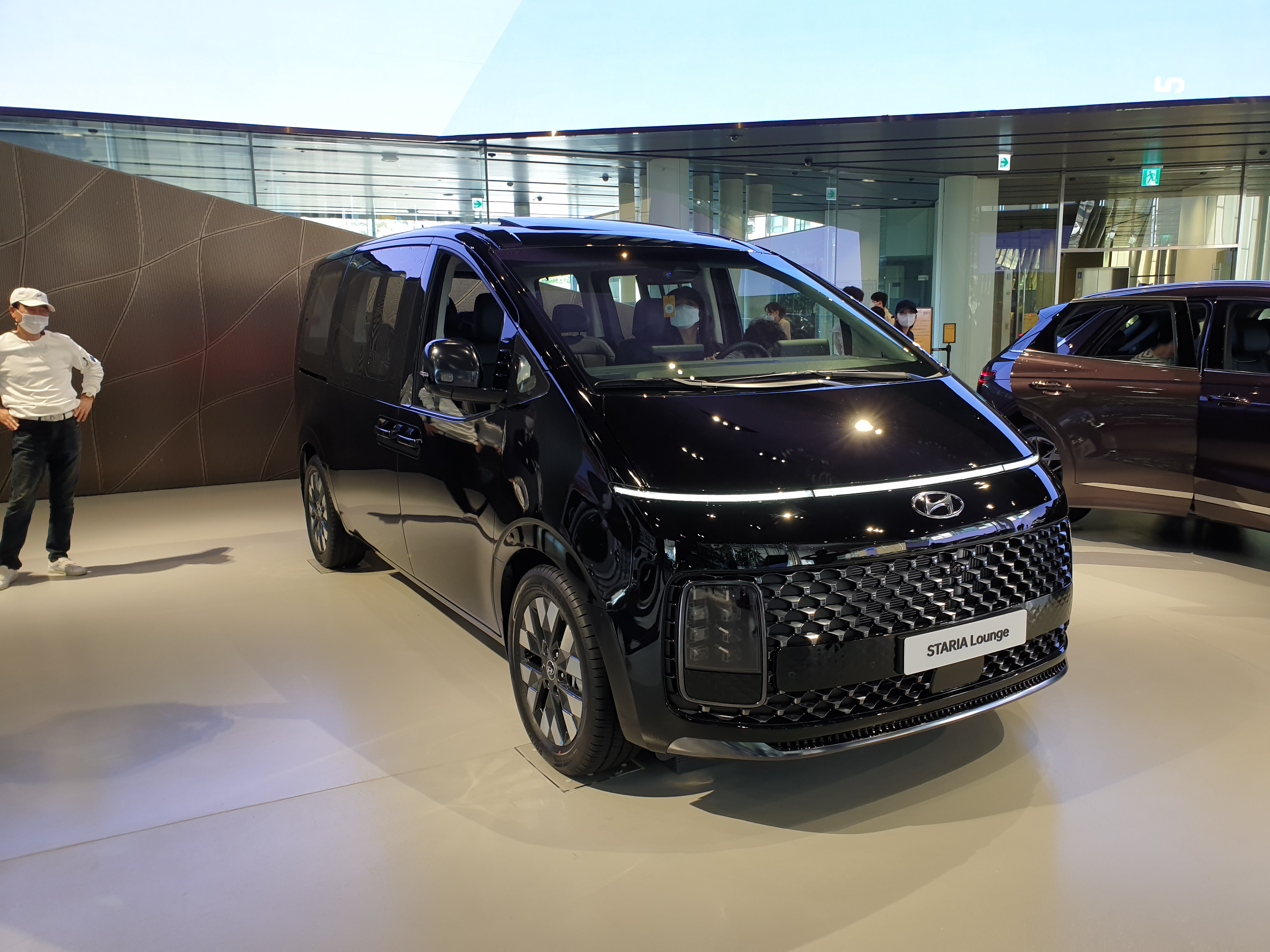
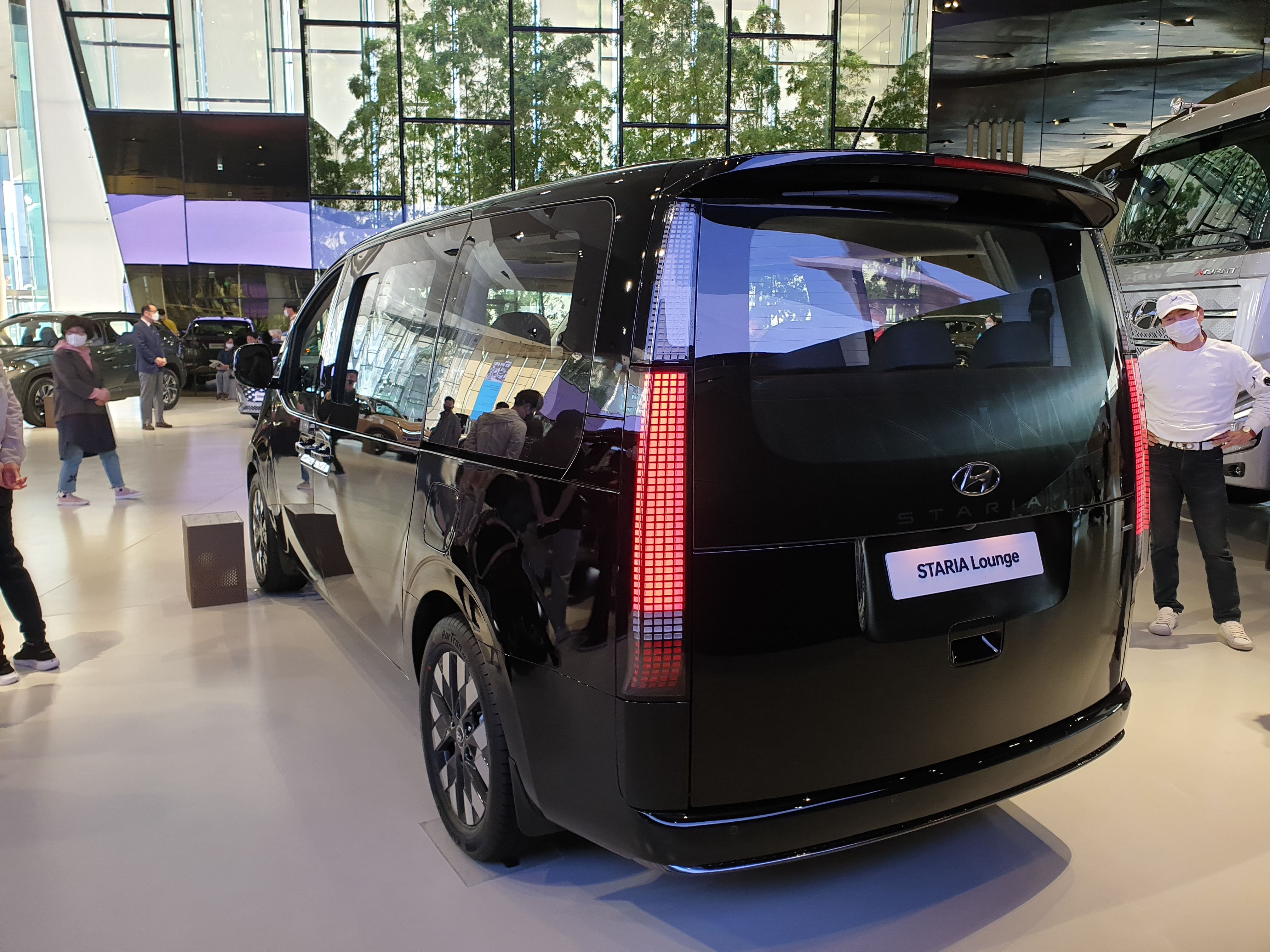
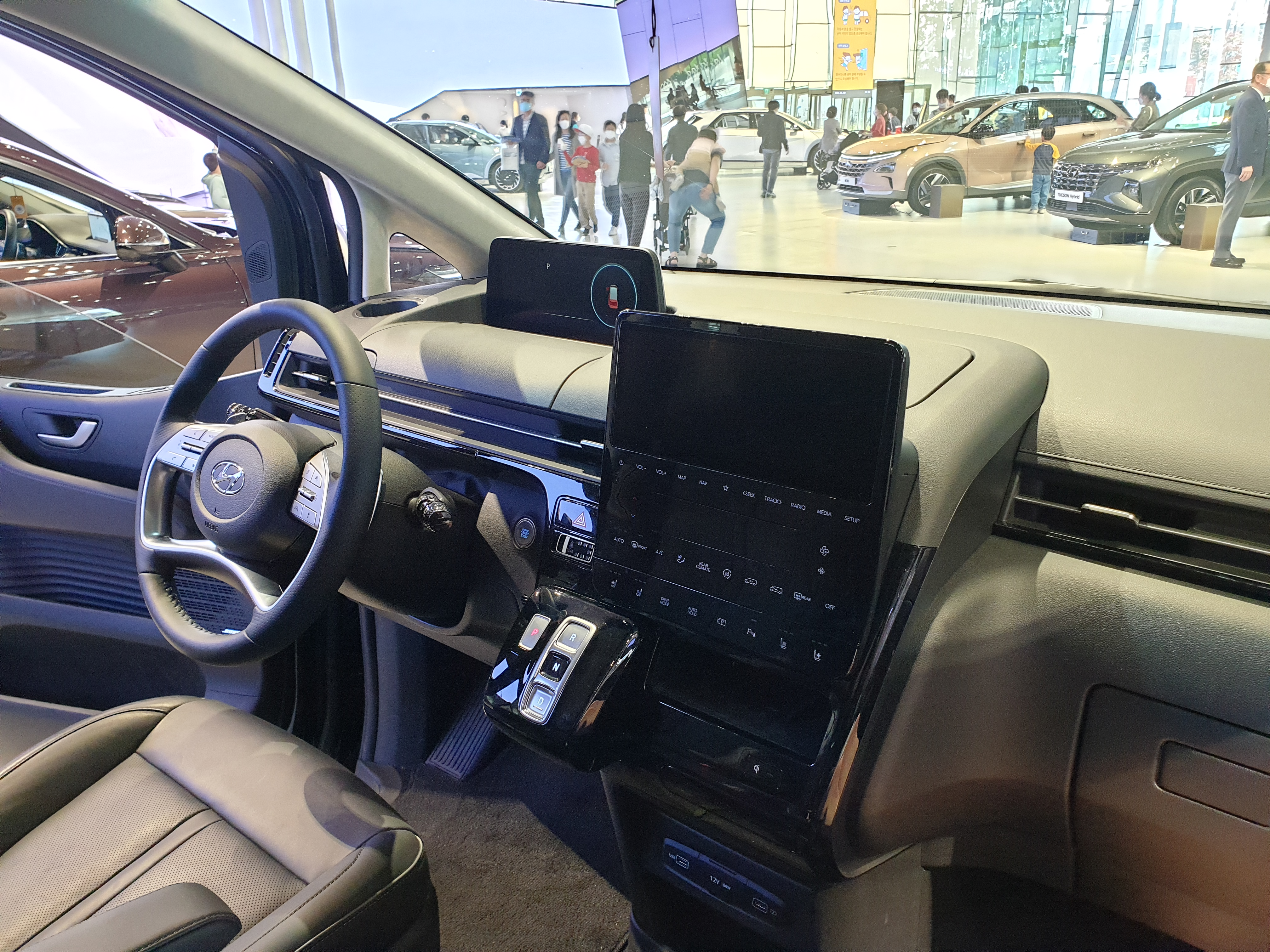
داخلی

## مشخصات فنی
| Smartstream G3.5 MPi | ۲۰۲۱ – در حال حاضر | ۳٬۴۷۰ سانتی‌متر مکعب (۲۱۲ اینچ مکعب) V6   | ۲۷۲ اسب بخار متری (۲۶۸ اسب بخار؛ ۲۰۰ کیلووات) @ ۶۴۰۰ دور در دقیقه | ۳۳٫۸ کیلوگرم متر (۳۳۱ نیوتن متر؛ ۲۴۴ پوند نیرو-فوت) @ ۵۰۰۰ دور در دقیقه              |
| گاز مایع             |                    |                                          |                                                                   |                                                                                      |
| Smartstream L3.5     | ۲۰۲۱ – در حال حاضر | ۳٬۴۷۰ سانتی‌متر مکعب (۲۱۲ اینچ مکعب) V6   | ۲۴۰ اسب بخار متری (۲۳۷ اسب بخار؛ ۱۷۷ کیلووات) @ ۶۰۰۰ دور در دقیقه | ۳۲ کیلوگرم متر (۳۱۰ نیوتن متر؛ ۲۳۰ پوند نیرو-فوت) @ ۴۵۰۰ دور در دقیقه                |
| دیزل                 |                    |                                          |                                                                   |                                                                                      |
| R II 2.2             | ۲۰۲۱ – در حال حاضر | ۲٬۱۹۹ سانتی‌متر مکعب (۱۳۴٫۲ اینچ مکعب) I4 | ۱۷۷ اسب بخار متری (۱۷۵ اسب بخار؛ ۱۳۰ کیلووات) @ ۳۸۰۰ دور در دقیقه | ۴۴ کیلوگرم متر (۴۳۱ نیوتن متر؛ ۳۱۸ پوند نیرو-فوت) در دور ۱٫۵۰۰ تا ۲٫۵۰۰ دور در دقیقه |